# Marie Emilie Auguste Koberwein

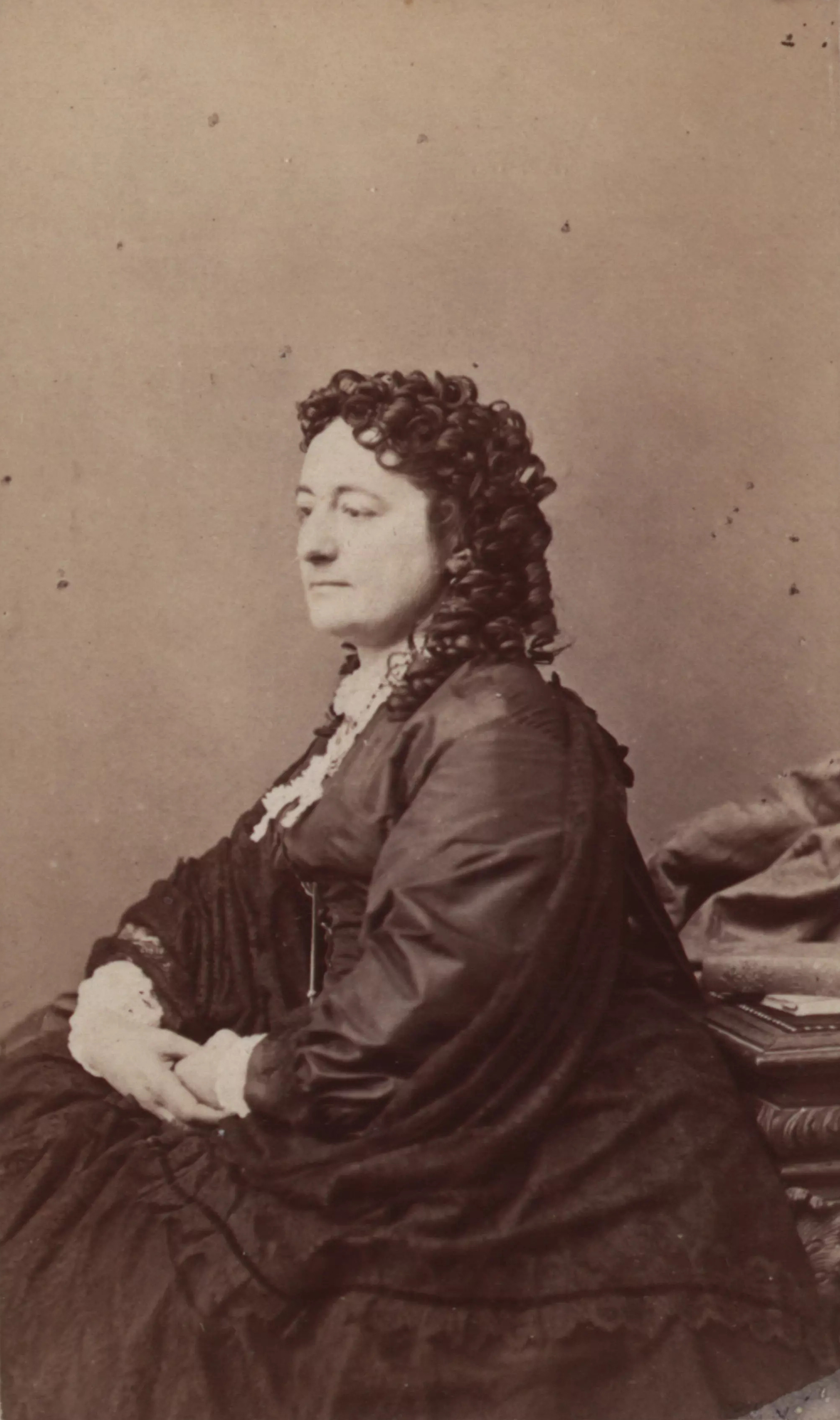
Auguste Koberwein, ca. 1860

Marie Emilie Auguste Koberwein, geb. Auguste Anschütz, verh.  Auguste Demuth (* 7. Juli 1819 in Breslau; † 31. März 1895 in Wien) war eine deutsch-österreichische Theaterschauspielerin.

## Leben

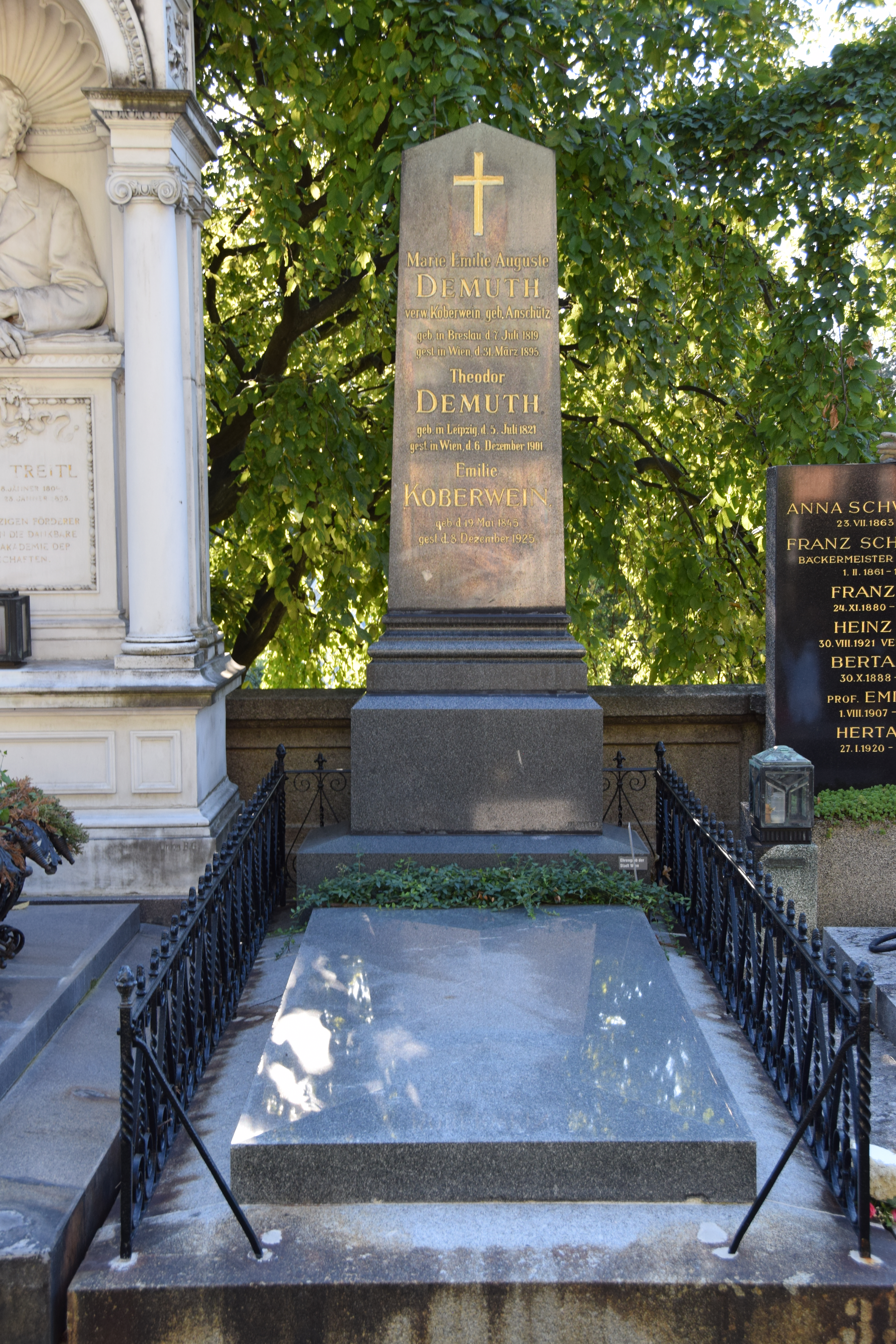
Grabstätte von Marie Emilie Auguste Koberwein

Sie war die Tochter des Schauspielers Heinrich Anschütz und erhielt ihre Ausbildung bei ihrem Vater. Sie spielte schon 1831–35 am Wiener Burgtheater vorerst Kinderrollen und dann jugendliche Liebhaberinnen. 1836–37 war sie am Stadttheater in Leipzig und auch am Hoftheater in Dresden engagiert. Bis 1871 war sie Mitglied des Wiener Burgtheaters und trat dort als Julia, Emilia Galotti und Käthchen von Heilbronn auf.
Ihr ehrenhalber gewidmetes Grab befindet sich auf dem Hietzinger Friedhof (Gruppe 15, Nummer 35 E) in Wien.
Verheiratet war sie mit dem Maler Georg Koberwein sowie später dem Buchhändler Demuth, Kompagnon der Firma Gerold & Comp. in Wien.